# Чабан Олександр Олександрович
Олекса́ндр Олекса́ндрович Чаба́н (17 серпня 1987 — 20 липня 2022) — старший лейтенант Збройних Сил України, учасник російсько-української війни, який загинув під час російського вторгнення в Україну.

## Життєпис
Народився 17 серпня 1987 року в м. Краматорську Донецької області.
Випускник соціологічного факультету, магістр політології, голова Студентського наукового товариства в 2009–2013 роках та лідер студентського самоврядування ХНУ імені В. Н. Каразіна.
Займався підприємницькою діяльністю, згодом навчався в НАСВ імені Петра Сагайдачного.
З 2014 року боронив Україну. З початком російського вторгнення в Україну в 2022 році знову був призваний на військову службу до ЗС України. Старший лейтенант, військовослужбовець 92 ОМБр.
Загинув 20 липня 2022 року у боях з російськими окупантами під селом Гракове Харківській області.
Залишилася донька.

## Нагороди і вшанування
- орден Орден Богдана Хмельницького III ступеня (2022, посмертно) — за особисту мужність і самовіддані дії, виявлені у захисті державного суверенітету та територіальної цілісності України, вірність військовій присязі[5].

У місті Харків є вулиця Олександра Чабана.